# Hyphesma federalis
Hyphesma federalis är en biart som beskrevs av Exley 1975. Hyphesma federalis ingår i släktet Hyphesma och familjen korttungebin. Inga underarter finns listade i Catalogue of Life.

## Bildgalleri

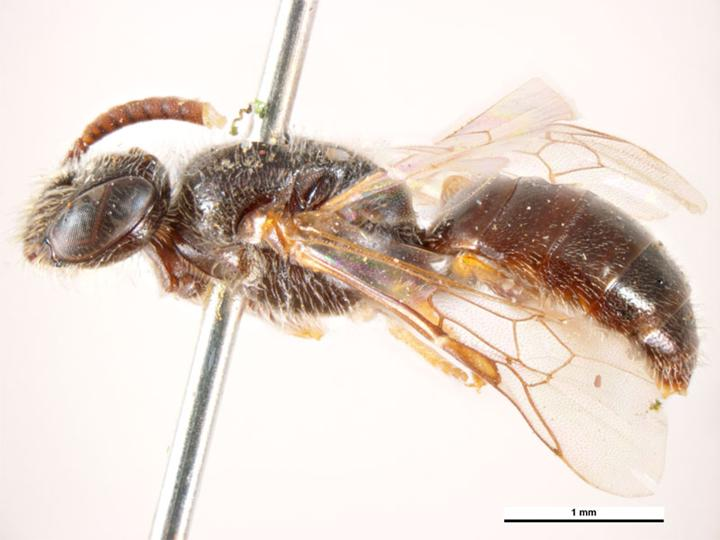